# Josef Beránek (publicista)
Josef Beránek (18. července 1968 Praha) je český publicista. Vystudoval Matematicko-fyzikální fakultu Univerzity Karlovy a postgraduální kurs na Robert Schuman Institut of Journalism v Bruselu. Více než deset let pracoval v nakladatelství Portál. Od roku 2006 se věnuje analytické činnosti a evropským fondům. Jako hobby píše knižní rozhovory s originálními osobnostmi.

## Život

### Vzdělání
Navštěvoval gymnázium Karla Sladkovského v Praze na Žižkově. Vystudoval obor biofyzika a chemická fyzika na Matematicko-fyzikální fakultě. Po roce 1990 dostal nabídku studovat postgraduální kurs na Robert Schuman Institut of Journalism v Bruselu. Poté absolvoval stáž v Bayard Presse v Paříži.

### Pracovní kariéra
Po studiu začínal jako redaktor v redakci AD magazínu (nakladatelství Portál), publikoval i dalších médiích Lidové noviny, Respekt, Katolický týdeník, Český rozhlas. Od roku 1996 do roku 2005 působil v nakladatelství Portál jako publikační ředitel sekce časopisů. Rejstřík vydávaných časopisů se pod jeho vedením rozšířil ze tří vlastních titulů - AD magazín, Informatoria 3-8 a Moderní vyučování - o titul Děti a my, Rodina a škola a Psychologie dnes, oddělení dále realizovalo čtvrtletník Náhradní rodinná péče, Universum. Zároveň byl členem také ediční a publikační rady nakladatelství.
V roce 2006 přešel do společnosti NEWTON I.T., která se věnuje monitoringu a mediálním analýzám. V roce 2008 se stal vedoucím Samostatného oddělení projektového řízení Ministerstva kultury ČR, kde měl na starosti implementaci Integrovaného operačního programu. Od roku 2011 pracoval na České zemědělské univerzitě v Praze jako vedoucí oddělení pro rozvoj a projektové řízení (a v letech 2011–2017 také jako tiskový mluvčí a vedoucí oddělení komunikace) a od roku 2022 jako tajemník PEF ČZU. 
Od roku 2024 působí na Univerzitě Karlově. Nadále rediguje čtvrtletník České křesťanské akademie Universum.
V roce 2023 obdržel stříbrnou medaili České zemědělské univerzity. Jeho knižní rozhovory s Václavem Vackem, Janem Rybářem a Ladislavem Heryánem obsadily první místo v anketě Dobrá kniha Katolického týdeníku. Rozhovor s Ladislavem Heryánem byl zařazen mezi finalisty ankety Kniha roku Lidových novin. 

## Publikace
- 2025 - knižní rozhovor s Petrem Glogarem - Všechno začíná v nás, hovory o terapii a spiritualitě (Vyšehrad, Praha 2025)
- 2023 - Knižní rozhovor s Petrem Glogarem - Tvořit nové věci (Vyšehrad, Praha 2023)
- 2023 - Publikace Chvalský zámek - spolu s Rozkou Beránkovou (Chvalský zámek, p.o., 2023)
- 2021 - Knižní rozhovor s Janem Sokolem - Odvaha ke svobodě (Vyšehrad, Praha 2021)
- 2020 - rozsáhlý rozhovor s Petrem Kukalem v jeho knize Mouka pro meluzínu a jiné glosy (Euromédia, Praha 2020)
- 2019 - Knižní rozhovor s Antonem Otte - Vzdálená Evropa? (česko-německá verze Vyšehrad, Praha 2019)
- 2018 - Knižní rozhovor s Ladislavem Heryánem - U Božího Mlýna (Vyšehrad, Praha 2018)
- 2016 - Knižní rozhovor s Janem Rybářem - Deník venkovského faráře (Vyšehrad, Praha 2016, 2025)
- 2014 - Knižní rozhovor s Václavem Vackem - Měl jsem štěstí na lidi (Vyšehrad, Praha 2014)
- 2006 - Scénář TV dokumentu pro ČT a Imago (53 min.) Solidarita
- 2006 - Knižní rozhovor s Radimem Paloušem Dobrodružství života vezdejšího (Karmelitánské nakladatelství, Kostelní Vydří 2006)
- 2004 - Scénář TV dokumentu pro ČT a Imago (54 min.) Pro sjednocující se Evropu
- 2003 - Knižní rozhovor s Janem Sokolem Nebát se a nekrást (Portál, Praha 2003)
- 2002 - Knižní rozhovor s Václavem Malým K hledání pravdy patří pokora (Portál, Praha 2002)
- 2001 - Knižní rozhovor Hovory s Petrem Kolářem (Cesta, Brno 2001, česky a francouzsky)